# Duplicaria concolor
Duplicaria concolor é uma espécie de gastrópode do gênero Duplicaria, pertencente a família Terebridae.